# 马克·凯西
马克·凯西（英語：Mark Casey，1982年1月30日—），澳大利亚男子草地滚球运动员。他曾代表澳大利亚参加2006年和2010年英联邦运动会草地滚球比赛，共获得一枚金牌和一枚银牌。